# Menemerus albocinctus
Menemerus albocinctus là một loài nhện trong họ Salticidae.
Loài này thuộc chi Menemerus. Menemerus albocinctus được Eugen von Keyserling miêu tả năm 1890.